# 老宝山城遗址
老宝山城遗址，位于上海市浦东新区东北的外高桥港区内，是一处城墙遗址。清代康熙八年（1669年）清浦寨城完全塌毁之后，康熙三十三年（1694年），苏州海防同知李继勋在清浦寨城北新建了一座宝山城。雍正十年（1724年）时该城被冲毁，后遭城内外百姓拆砖盖屋，现该城仅存原城墙南门和一座城隍庙。2014年，老宝山城遗址被列为上海市文物保护单位。

## 历史
老宝山城，又被称为宝山堡、宝镇堡，宝山所城。明朝永乐十年（1412年）曾于高桥镇东修建了一座高96米的土山，是作为烽燧而堆建的。明成祖赐这座土山名为“宝山”。万历四年（1576年），“宝山”旁修建了一座城堡以防御倭寇袭扰，即清浦寨城。这座城的城墙高8米，四面开门，建有护城河和敌楼，城内设有2000名驻军，归属于宝山千户所管辖。万历十年（1582年），宝山被海潮冲垮，旁边的清浦寨城也受到损坏。清朝康熙八年（1669年）城池完全被海潮冲毁。康熙三十三年（1694年），苏州府海防同知李继勋在原宝山千户所北侧1.5公里处督建了一座占地面积64亩的宝山城。该城平面呈方形，四面设有五座城门，城内设有十字街、守备署、城隍庙等建筑，城内驻军300余人。雍正二年（1724年），嘉定县东北分立出宝山县，吴淞口西侧的吴淞江千户所城成为宝山县县治，康熙年间所修宝山城即被称为“老宝山城”。又因该城位于吴淞江东侧，故又被称为“江东宝山”。雍正十年（1732年）时，老宝山城的城墙再次被海水冲毁，城池内外的百姓遂拆残存城墙造屋或填水坑，拆城墙时当地居民发现墙砖上残留有“宝山”、“松江”等字样。
中华人民共和国成立后，1959年，老宝山城遗址被列为上海市文物保护单位。1984年，老宝山城遗址被列为上海市纪念地点，2014年再次被列为上海市文物保护单位。:10-19

## 结构
老宝山城遗址现位于上海市浦东新区东北的外高桥港区内，现存原城墙的南门和一座城隍庙旧屋。